# Natalis Montesaurus

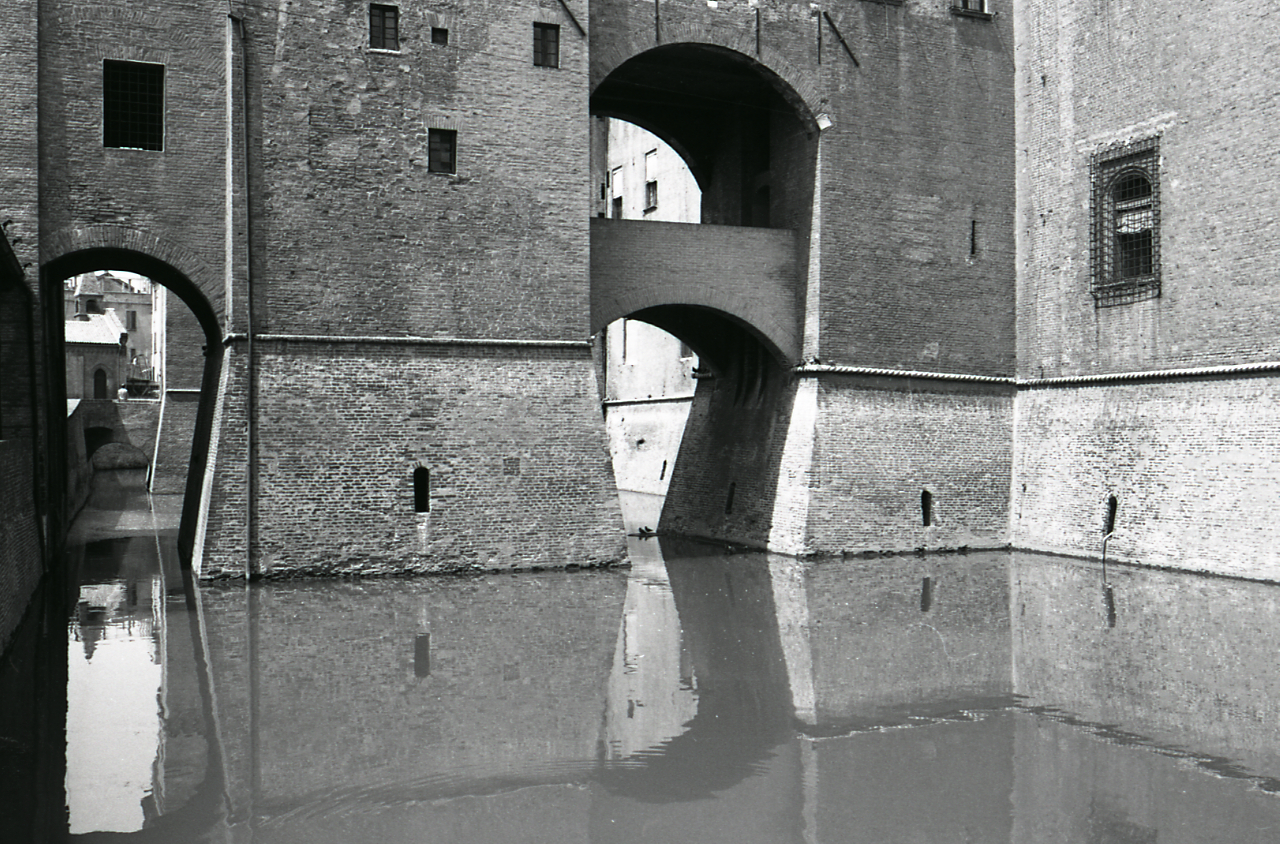
Het Syfilisdebat (1497) vond plaats in het Castello Estense, aan het hof van de hertog van Ferrara.

Natalis Montesaurus Veronensis (Verona, 1477 – /, 1552) was een Italiaans medicus en hoogleraar medicijnen aan de universiteit van Bologna in de Pauselijke Staat.
Zijn naam in het Italiaans is Natale Montesauro.

## Levensloop
Montesaurus werd geboren in Verona, in de republiek Venetië. Hij voegde soms Veronensis toe aan zijn naam om dit aan te geven.
Van hem is bekend dat hij deelnam aan het Syfilisdebat van Ferrara in het jaar 1497. Hij trok partij voor Corradino Gilino, die de traditionele leer van Grieken, Perzen en Arabieren aankleefde; dit was goed beschreven door de Avicenna. Syfilis ontstond in deze eeuwenoude theorie door een verkeerde stand van de planeten of door slechte lucht in te ademen. Montesaurus beweerde vele jaren ervaring te hebben met de behandeling van syfilis.
Montesaurus trok dan ook van leer tegen Nicolas Leonicemus, een humanist van de universiteit van Ferrara. Leonicumus had het aangedurfd de traditionele leer in twijfel te trekken. Leonicemus was een voorstander van het gebruik van het kwik voor wat hij noemde een ‘nieuwe ziekte”. Montesaurus was een tegenstander van het gebruik van kwik. Hij schreef de zware gevallen van syfilis juist toe aan het kwistig gebruik van kwikzalven. Montesaurus schreef daarom zalven van zeep voor.
In 1498 publiceerde Montesaurus al zijn argumenten in het boek Liber de epidemia quam vulgares mal Franzoso appellant. Dit betekent in het Nederlands: Boek over de epidemie die gemeenzaam de Franse Ziekte wordt genoemd.